# Crataegus brazoria
Crataegus brazoria — вид квіткових рослин із родини трояндових (Rosaceae).

## Біоморфологічна характеристика
Це кущ або дерево 8–10 метрів заввишки. Кора старшого стовбура сіро-чорна, луската. Молоді гілочки густо-біло-волосисті, 1-річні блискучі й коричневі, старші блідо-сірі, колючки на гілочках відсутні або мало, ± прямі, 2-річні чорні, тонкі, 4–7 см. Листки: ніжки листків 35–40% від довжини пластини, густо запушені молодими, стають від рідко до густо запушеними, не залозисті; листові пластини від еліптичної до вузько-яйцеподібної форми, 4–7 см, тонкі, основа вигнуто-клиноподібна, часточок 0, або 1 або 2 верхівки на стороні, краї пилчасті, абаксіальна поверхня шерстисто-запушена, гладка, адаксіальна шершава молодою, змінно гладка. Суцвіття 7–12-квіткові. Квітки 15–20 мм у діаметрі; гіпантій запушений, чашолистки вузько-трикутні, 5–6 мм. Яблука зазвичай червоні, іноді від яскраво-жовтого до золотистого або оранжевого забарвлення, субокруглі, 8–12 мм у діаметрі. Період цвітіння: березень і квітень; період плодоношення: вересень і жовтень.

## Середовище проживання
Ендемік Техасу, США.
Населяє багатий алювіальний ґрунт, хмизняки; на висотах 10–100 метрів.